# Burguillos del Cerro
Burguillos del Cerro è un comune spagnolo di 3 090 abitanti situato nella comunità autonoma dell'Estremadura.